# Joseph Frank
Pour les articles homonymes, voir Frank.
Joseph Frank est un médecin allemand, né le 23 décembre 1771 et décédé le 18 décembre 1842.
Il est le fils de Johann Peter Frank qu'il remplaça à l’université de Pavie, puis à Wilna.
Il publia les Œuvres posthumes de son père, Vienne, 1824. Il a donné lui-même un grand traité de pathologie médicale : Praxeos medicæ universæ præcepta, Leipsick, 1821-43, 13 vol. in-8, trad. en français par Bayle.